# Hagnagora jamaicensis
Hagnagora jamaicensis là một loài bướm đêm trong họ Geometridae.